# Casa Air Service
 (décembre 2012).
Si vous disposez d'ouvrages ou d'articles de référence ou si vous connaissez des sites web de qualité traitant du thème abordé ici, merci de compléter l'article en donnant les références utiles à sa vérifiabilité et en les liant à la section « Notes et références ».
Créée en 1995, Casa Air Service est une compagnie aérienne marocaine qui offre un service personnalisé de transport aérien à la demande en national et en international.

## Flotte
- 1 Corvette 100
- 1 Cessna 414
- 1 Cessna 182
- 2 Beech King 350